# 板垣正
板垣 正（いたがき ただし、1924年（大正13年）7月1日 - 2018年（平成30年）12月9日）は、日本の政治家。自由民主党所属参議院議員。日本遺族会顧問、日本会議代表委員などを歴任した。板垣征四郎の次男。

## 経歴
永田町小学校（現麹町小学校）、成城中学を経て、1945年に陸軍航空士官学校（第58期）卒業。シベリア抑留を体験。1950年の帰国後に日本共産党に入党するも54年に脱党、転向。なお、入党は父・征四郎が処刑された事による「民主運動」参加のため。
1955年3月、中央大学法学部卒業。
1957年に日本遺族会へ加入して、企画部長を経て、1972年から80年まで事務局長をつとめた。
1980年、自由民主党から参議院議員選挙に立候補し当選。3期務めた。この間、参議院内閣委員長、同対外経済協力に関する小委員長、沖縄開発政務次官などを歴任した。自由民主党の保守派議連である「明るい日本」国会議員連盟事務局長。また、議員当選に伴い日本遺族会事務局長から引いたが顧問として留まり手腕を発揮し、首相の靖國神社公式参拝を強く要請した。
政界引退後は保守派論客として活動しており、米下院121号決議に対しても反対の意を表している。2007年7月13日にアメリカ大使館に手渡された抗議書にも賛同者として名を連ねている。映画『南京の真実』の賛同者。田中正明の親友として知られており、田中の死去（2006年）に際して葬儀委員長を務めたほか、田中の後任として「興亜観音を守る会」の第二代会長を務めた。
2012年9月5日、板垣、三宅久之、すぎやまこういちなど保守系の著名人28人は、同年9月の自由民主党総裁選挙に向けて、「安倍晋三総理大臣を求める民間人有志の会」を発足させた。同日、同団体は安倍晋三の事務所に赴き、出馬要請をした。9月26日、総裁選が実施され、安倍が当選した。
2018年12月9日、死去した。94歳没。死没日付をもって正四位に叙され、旭日重光章を追贈された。

## 主な著作
- 『この叫び 父の胸にとどけ』板垣正著、文化日本社、1950年6月
- 『声なき声 250万英霊にこたえる道』板垣正著、原書房、1978年10月
- 『本音の挑戦』板垣正著、山紫会、国会発言録
- 『戦後政治への挑戦』板垣正著、山紫会、国会発言録
- 『靖国公式参拝の総括』板垣正著、展転社、2000年6月、ISBN 4886561810